# خيرون
الخَيْرُونُ أو الإنيام أو الديسقوريا[بحاجة لمصدر] (الاسم العلمي:Dioscorea) هي جنس من النباتات تتبع الفصيلة الديسقورية من رتبة الديسقوريات.
سمي هذا الجنس من النبات نسبة إلى الطبيب الإغريقي ديسقوريدوس.

## أنواع الديسقوريا
- ديسقوريا اسكويرولية
- ديسقوريا إبريقية الشكل
- ديسقوريا إجاصية الأوراق
- ديسقوريا إسفنجية
- ديسقوريا إكليلية
- ديسقوريا إكمانية
- ديسقوريا أذينية
- ديسقوريا أليفة الرمال
- ديسقوريا أليفة الصخور
- ديسقوريا أليفة الكالسيوم
- ديسقوريا أنبوبية
- ديسقوريا أنديزية
- ديسقوريا أنيقة
- ديسقوريا بالمرية
- ديسقوريا برانسية
- ديسقوريا براونية
- ديسقوريا برينغلية
- ديسقوريا بسيطة
- ديسقوريا بطباطية
- ديسقوريا بلقانية
- ديسقوريا بنثامية
- ديسقوريا بنمية